# Каменкова-Павлова Анна Семенівна
Анна Семенівна Каменкóва-Пáвлова (нар. 27 квітня 1953, Москва) — радянська і російська акторка театру, кіно та дубляжу. Заслужена артистка РРФСР (1985).

## Біографія
Народилася 27 квітня 1953 року у Москві в родині Ольги Олександрівни Каменкової-Павлової та Семена Абрамовича Гуревича. Батьки викладали російську мову та літературу в школі.
Коли Анні було 9 років, померла її мати. У цей період велику роль у житті Анні відіграла її старша сестра Ольга. Тепер Ольга Каменкова-Павлова — авторка і режисерка інформаційно-розважальних програм і документальних фільмів.
Уперше в кіно акторка зіграла у 6 років у фільмі «Дівчинка шукає батька» (1959) за однойменною повістю Євгена Рисса про доньку білоруського партизана. 1960 року цей фільм на кінофестивалі в аргентинському місті Мар-дель-Плата приніс Анні першу в житті нагороду — за найкраще виконання дитячої ролі. Після цього батьки хоч і не дозволили доньці продовжити кар'єру, розпочату в такому юному віці, проте не дали згаснути її таланту. Дівчинка відвідувала студію художнього слова у Палаці піонерів.
1970 року Анна вступила у Вище театральне училище імені М. С. Щепкіна на курс Михайла Царьова. Ще студенткою дебютувала на сцені Малого театру у виставі «Засіб Макропулоса» за п'єсою Карела Чапека.
Після здобуття диплома актрису прийняли в трупу Московського драматичного театру на Малій Бронній, яким тоді керував Анатолій Ефрос. У Театрі на Малій Бронній Анна Каменкова служила до 1992 року, потім пішла в антрепризу, співпрацює з низкою Московських театрів (Московський драматичний театр «Бенефіс» п/к Анни Нерівної, Московський драматичний театр імені Рубена Симонова, Московський театр «Школа сучасної п'єси», Незалежний театральний проект, Антреприза).
Знімається у кіно з 1959 р. Грала в українській кінокартині «Розповіді про кохання» (1980, т/ф; Іловайська; реж. А. Войтецький, кіностудія ім. О. Довженка), в стрічках «Золоті хлопці» (2005, т/с, Росія—Україна, Анастасія Вєтрова; реж. Борис Небієрідзе), «Якщо у Вас немає тітки...» (2007, т/с, Ольга; Україна, реж. Галина Сальгареллі).
Довгі роки працює на радіо (радіовистави за класичними творами, передача «Поштовий диліжанс в країні літературних героїв» 1977—1978), на озвучуванні вітчизняних документальних і художніх фільмів та мультфільмів, а також на дубляжі величезного числа іноземних кінокартин. Будучи студенткою озвучила Джульєтту в знаменитому фільмі Франко Дзеффіреллі («Ромео і Джульєтта», 1968). Красивим і легко впізнаваним голосом актриси говорять десятки зоряних зарубіжних актрис в дубльованих для вітчизняного глядача відомих і знаменитих світових картинах.

## Фестивалі та премії
- 1960 — Нагорода за найкраще виконання дитячої ролі на II Міжнародному кінофестивалі у Мар-дель-Плата в Аргентині (за роль у фільмі «Дівчинка шукає батька»).
- 1979 — Приз за найкращу жіночу роль на Всесоюзному кінофестивалі в Ашхабаді (за головну роль в фільмі «Молода дружина»). Трохи пізніше була визнана найкращою актрисою року.
- 1989 — Приз на XIII Всесоюзному фестивалі телефільмів у Душанбе (за головну роль в драмі «Соф'я Петрівна»).

## Фільмографія
(неповна)

### Ролі в кіно, телевиставах і серіалах
- «Дівчинка шукає батька» (1959, Лена; реж. Л. Голуб)
- «Стрибок на зорі» (1960)
- «Таке коротке довге життя» (1974, Женя)
- «Лісові гойдалки» (1975, Світлана)
- «Місяць в селі» (1977, фільм-спектакль, Вірочка; реж. Анатолій Ефрос)
- «Не від світу цього» (1977, фільм-спектакль, Ксенія Василівна)
- «Луньов сьогодні і завтра» (1977, фільм-спектакль, Вірочка)
- «Обережно, листопад!» (1977, Фільм-спектакль, Света)
- «Розповідь від першої особи» (1977, фільм-спектакль, Маша Поплавська)
- «Ходіння по муках» (1977, т/ф, Агрипина; реж. В. Ординський)
- «Вечір спогадів» (1978, фільм-спектакль, Поліна Короленко)
- «Стійкий туман» (1978, фільм-спектакль, Паша)
- «Слідство ведуть ЗнаТоКі. Справа №13» «До третього пострілу» (1978, т/с, Антоніна Василівна Зоріна, інспектор у справах неповнолітніх)
- «Весняний призов» (1978, Ірина Петрівна; реж. П. Любимов)
- «Молода дружина» (1979, Маня Стрельцова; реж. Л. Менакер)
- «Молода господиня Ніскавуорі» (1979, фільм-спектакль, Мальвіна)
- «Варвари» (1979, фільм-спектакль, Анна Федорівна Черкун)
- «Державний кордон. Мирне літо 21-го року» (1980, Галя (Галина Кравцова))
- «Розповіді про кохання» (1980, т/ф; Іловайська; реж. А. Войтецький, кіностудія іи. О. Довженка)
- «О ти, останнє кохання!» (1980, Фільм-спектакль, Олена Денисьева; реж. М. Козаков)
- «Рік активного сонця» (1982, Ірина; реж. Н. Збандут)
- «Сонячний вітер» (1982, Надія Степанівна Петровська, молодий науковець-фізик; реж. Ростислав Горяєв)
- «Пізнє кохання» (1983, Людмила Герасимівна Маргарітова, дочка адвоката)
- «Місто над головою» (1985, Віра)
- «Іван Бабушкін» (1985, Маша, заслана терористка)
- «Замах на ГОЕЛРО» (1986, Ніна Бугрова)
- «Остання дорога» (1986, Олександра Миколаївна Гончарова, сестра Н. М. Пушкіної; реж. Л. Менакер)
- «Візит до Мінотавра» (1987, т/с, Лаврова Олена Сергіївна, помічниця Тихонова; реж. Е. Уразбаєв)
- «Соф'я Петрівна» (1989, Соф'я Петрівна)
- «Дитинство Тьоми» (1990, Аглаїда Василівна, мати Тьоми)
- «Очищення» (1990, Настасья)
- «Коло приречених» (1991, Ірина; реж. Ю. Біленький)
- «Горячев та інші» (1992—1994, т/с, Олена Корн)
- «Ти є...» (1993, Анна)
- «Тести для справжніх чоловіків» (1998, Анна; реж. А. Разенков)
- «Самозванці» (1998—2002, т/с (всі сезони), мати Сашка)
- «Марш Турецького» (2000, т/с, Боярова)
- «Золоті хлопці» (2005, т/с, Росія—Україна, Анастасія Вєтрова; реж. Б. Небієрідзе)
- «Дев'ять невідомих» (2005, телесеріал, Лілія Петрівна, мати Мефодія)
- «Чарівність зла» (2006, т/с, співачка Плевицька Надія Василівна; реж. М. Козаков)
- «Якщо у Вас немає тітки...» (2007, т/с, Ольга; Україна, реж. Галина Сальгареллі)
- «Принцеса цирку» (2008, т/с, Вікторія))
- «Концерт» (2009, Ірина Філіппова; реж. Раду Міхайляну)
- «Одного разу в Ростові» (2012, т/с, реж. К. Худяков)
- «Метод Фрейда» (2012, серія №8, Влада Волошина, письменник-романіст, колишній учитель хімії)
- «Три сестри» (2017, Маша; реж. Ю. Гримов)
- «Ван Гоги» (2018, мати Маші; реж. С. Лівнєв)
- «Без мене» (2018, мати Ксенії; реж. К. Плетньов)
- «Одне життя на двох» (2018, т/с, Тетяна Дмитрівна Челишева, дружина Миколи)
- «Сімейна справа» (2018, Любов Лебедєва) та ін.

### Озвучування, дубляж
- «Горбань» (1959)
- «Раз, два — дружно!» (1967, мультфільм, білка)
- «Повість про людське серце» (1974, Наташа, дочка Кримова — роль Наталії Храбровицької)
- «Василиса Мікулішна» (1975, мультфільм, Василиса Мікулішна)
- «Василиса Прекрасна» (1977, мультфільм, Василиса, заєць, щука)
- «Йшов собака по роялю» (1978, Таня Канарейкіна — роль Олени Кіщик)
- «Чарівне кільце» (1979, мультфільм, Скарапея)
- «Жорстокий романс» (1984, Лариса Дмитрівна Огудалова, її молодша дочка — роль Лариси Гузєєвої)
- «Щиро Ваш…» (1985, Катя, акторка — роль Віри Глаголєвої)
- «Плюмбум, або Небезпечна гра» (1986, Марія — роль Олени Яковлєвої)
- «Гардемарини, вперед!» (1987, Анастасія Ягужинська — роль Тетяни Лютаєвої)
- «Пророцтво» (1993, Люда Єгорова — роль Ірен Жакоб)
- «Куди приводять мрії» (1998, Енні — роль Аннабелли Шиорра)
- «Іронія долі. Продовження» (2007, Надія Шевельова — роль Барбари Брильської) та багато ін.